# بافلينا نولا
بافلينا نولا (بالبلغارية: Павлина Стоянова)‏ مواليد 14 يوليو 1974 في فارنا، هي لاعبة كرة مضرب بلغارية سابقة بدأت مسيرتها كمحترفة سنة 1995 وكانت تلعب باليد اليمنى، اعتزلت اللعب في 2002. أعلى تصنيف لها في الفردي كان المركز الـ 68 في سنة 2001. أعلى تصنيف لها في الزوجي كان المركز الـ 87 في سنة 1998.

## النهائيات

### الفردي: 1 (0–1)
| الحصيلة | الرقم | التاريخ       | الدورة           | الأرضية | المنافس في النهائي | النتيجة في النهائي |
| ------- | ----- | ------------- | ---------------- | ------- | ------------------ | ------------------ |
| الوصافة | 1.    | 16 يوليو 2000 | باليرمو، إيطاليا | ترابية  | هنرييتا ناجيوفا    | 3–6, 5–7           |

### الزوجي: 1 (1–0)
| الحصيلة | الرقم | التاريخ       | الدورة           | الأرضية | الشريك           | المنافس في النهائي     | النتيجة في النهائي |
| ------- | ----- | ------------- | ---------------- | ------- | ---------------- | ---------------------- | ------------------ |
| الفوز   | 1.    | 19 يوليو 1998 | باليرمو، إيطاليا | ترابية  | إيلينا بامبولوفا | بربارا شيت باتي شنايدر | 6–4, 6–2           |

## الخط الزمني للفردي
مفتاح
| ف | ن | ن.ن | ر.ن | د# | د.م | ل | أ.أ | ت | غ | ب | ف | ذ | م.خ | ل.ت |

(ف) فاز بالبطولة (ن) وصل النهائي (ن.ن) نصف النهائي (ر.ن) ربع النهائي (د#) الأدوار الأربعة الأولى (د.م) دور المجموعات (ل) شارك في كأس ديفيز (أ.أ) خرج من الأدوار الاولى (ت) خسر التصفيات التأهيلية (غ) غاب عن الحدث أو البطولة (ب) حصل على ميدالية برونزية (ف) حصل على ميدالية فضية (ذ) حصل على ميدالية ذهبية (م.خ) بطولة الماسترز خُفضت إلى مرتبة أقل (ل.ت) البطولة لم تعقد في السنة المعينة.
لتجنب الارتباك وازدواجية الحساب، يتم تحديث هذه المعلومات إما في نهاية البطولة، أو عندما تكون مشاركة اللاعب في البطولة قد انتهت.
| الدورة            | 1995  | 1996  | 1997  | 1998  | 1999  | 2000  | 2001  | 2002  | إجمالي ف/م | إجمالي ف/خ |
| ----------------- | ----- | ----- | ----- | ----- | ----- | ----- | ----- | ----- | ---------- | ---------- |
| أستراليا المفتوحة | غ     | غ     | غ     | ت2    | د1    | د1    | د1    | د1    | 0 / 4      | 0–4        |
| فرنسا المفتوحة    | غ     | غ     | غ     | د1    | د1    | د1    | د1    | غ     | 0 / 4      | 0–4        |
| ويمبلدون          | غ     | غ     | غ     | د1    | د1    | ت3    | د1    | غ     | 0 / 3      | 0–3        |
| أمريكا المفتوحة   | غ     | غ     | د1    | د2    | د1    | د2    | د1    | غ     | 0 / 5      | 2–5        |
| م.ف               | 0 / 0 | 0 / 0 | 0 / 1 | 0 / 3 | 0 / 4 | 0 / 3 | 0 / 4 | 0 / 1 | 0 / 16     | 2–16       |

- إجمالي ف / م = إجمالي الفوز والمشاركة
- إجمالي ف/خ = إجمالي الفوز والخسارة

## روابط خارجية
- بافلينا نولا على موقع رابطة محترفات التنس (الإنجليزية)
- بافلينا نولا على موقع الاتحاد الدولي لكرة المضرب (الإنجليزية)
- بافلينا نولا على موقع كأس بيلي جين كينغ (الإنجليزية)
- بافلينا نولا على موقع خلاصة التنس.كوم (الإنجليزية)